# Lee Krasner
Lenore Krasner, nota come Lee Krasner (Brooklyn, 27 ottobre 1908 – New York, 19 giugno 1984), è stata una pittrice statunitense, tra le maggiori esponenti dell'Espressionismo astratto.

## Biografia
Lena Krassner lega il suo nome all'Espressionismo astratto. Di origine ebrea, sesta di sette figli, il padre Joseph era emigrato durante la guerra russo giapponese del 1905 dal piccolo villaggio di Shpikov, vicino a Odessa (Ucraina) dove lavorava con la moglie Anna presso un rabbino. La moglie lo aveva raggiunto a Brooklyn tre anni dopo. Pur essendo immersa nella cultura ebrea, Krasner non fu educata in modo rigido e si aprì presto alla lettura di Nietzsche e Schopenhauer, mentre il fratello la introduceva alla letteratura russa. 

### Formazione
Nulla comunque faceva pensare alla scelta artistica che fece quando, nel 1922 fu finalmente ammessa alla Washington Irwing  High School di Manhattan, l'unica scuola pubblica a New York dove le donne potevano studiare arte. Dal 1926 al 1928 prosegue gli studi alla Women's Art School della The Cooper Union che si basa sui metodi degli atelier parigini con corsi di disegno e pittura dal vero, moda, storia dell'arte, anatomia e prospettiva. È a questo periodo che risale la sua prima commissione pagata come illustratrice. Nel 1928 si iscrive all'Art Student League (ASL) dove si diploma prima di essere ammessa nel 1929 alla National Academy of Design (NAD) – una delle più prestigiose istituzioni negli Stati Uniti – dove studia fino al 1932. Di animo ribelle, nel 1929 viene sospesa per aver "dipinto la figura senza permesso" nell'ambito molto strutturato del NAD. Conosce in quello stesso anno Igor Pantuhoff (1911-1972), pittore egli stesso alla NAD, poi ritrattista di successo, con il quale vivrà parecchi anni. Nel 1932 decide di seguire la carriera dell'insegnamento – percorso poi disatteso per libera scelta – e si iscrive al City College di New York ma continua a seguire disegno dal vero alla Greenwich House. Non utilizzò mai, infatti, il diploma di insegnante di disegno, preferendo guadagnarsi da vivere decorando cappelle, dipingendo sulle porcellane, o come modella o cameriera in un ristorante di Grenwich Village.

## Carriera

### L'introduzione alle avanguardie
Risale a questo periodo la conoscenza con Harold Rosenberg, Lionel Abel, Parker Tyler che la introduce nel mondo delle idee d'avanguardia, artistiche e politiche. Nel 1934 viene assunta alla Public Works of Art Project (PWAP) dove lavora come artista indipendente e assistente nella sezione di pittura murale fino al 1943 quando il programma federale per l'arte ha termine. Mentre nel 1936 le mostre organizzate da Alfred H. Barr Jr. al Moma di New York – Cubism and Abstract Art e Fantastic Art, Dada e Surrealism – lasciano un segno nella sua formazione, nel 1937 si iscrive alla School of Fine Arts di Hans Hofmann (fuggito dalla Germania nazista) al Greenwich Village. Esperienza, durata fino al 1940, che la metterà in comunicazione con le avanguardie europee. Sebbene recalcitrante al suo rigido modo di insegnare, il debito che gli riconosce è grande e saranno lei e Jackson Pollock che nel 1944 organizzeranno la prima mostra di Hofmann in America presso la Galleria di Peggy Guggheneim Art of this Century  (AOTC). Passa dunque da un percorso accademico rigoroso a una maggiore apertura. Diventa amica di Willem de Kooning e Arshile Gorky. Entra nell'American Abstract Artists Group (AAA) dove conosce Piet Mondrian e si ispira al suo neo-plasticismo cominciando a esporre in collettive a New York. Diventa una componente attiva del Sindacato degli Artisti (Artist's Union) affiliato alla CIO (Congress of Industrial Organizations ) e l'impegno politico che la contraddistingue da questo periodo, sul finire degli anni Trenta, la porta a riflettere sulla separazione tra arte e vita. Risale a questi anni anche l'amicizia con Clement Greenberg. 

### L'incontro con Jackson Pollock

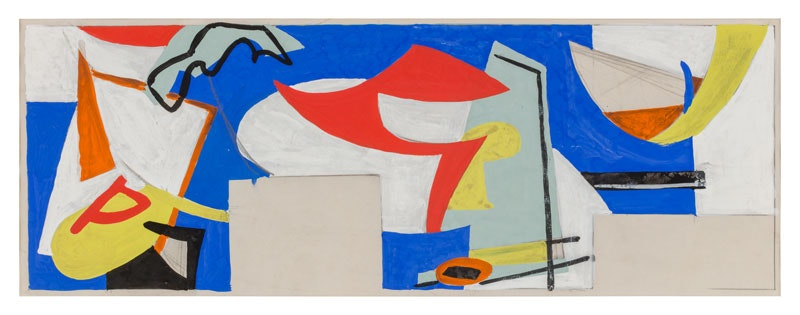
Lee Krasner, Studio murale senza titolo

Grazie all'invito di John Graham – autore di System and Dialectis of Arts nel 1937 – a partecipare alla mostra French and American Painting alla Mc. Millen Inc. di New York nel 1942, conosce "ufficialmente" Jackson Pollock. La vita in comune che intraprenderanno da lì a breve, porterà Lee Krasner a interrogarsi anche sulla sua arte, sentendola più che mai ancorata al passato e le fa addirittura mettere in dubbio se proseguire nella sua carriera. Pollock lavorerà come assistente di Krasner al WPA che - quando l'America entra in guerra, nel 1943 -  si trasforma nel War Services Project fino al suo scioglimento nel 1945. Il 1945 sarà anche l'anno del loro matrimonio e del trasferimento a Springs (East Hampton, Long Island) in una casa acquistata con un prestito di Peggy Guggheneim con la cui galleria Pollock aveva un contratto. Il periodo della loro unione fino alla morte di Pollock nel 1956 è caratterizzato per Krasner da un impegno costante nel sostenere il lavoro e l'arte del coniuge nonostante i momenti drammatici che vivono insieme. 

### 1949-1955
Al  1949 risale la loro prima esposizione comune in Artists: Man and Wife alla Sidney Janis Gallery. È in questa fase creativa della sua vita che Krasner mette a punto, nelle Little Images, quella che sarà una tipologia di segni a cui farà uso durante tutta la sua carriera, anche ispirati dalle «écritures blanches» di Mark Tobey. Lavora anche su collage in bianco e nero di piccole dimensioni. Al 1951 risale la sua prima personale alla Betty Parson Gallery. A metà degli anni Cinquanta, nel momento in cui la creatività di Pollock subisce una flessione, aumentano le sue opere. Si cimenta con tele molto grandi e prosegue la strada dei collage che combina con la pittura a olio, una delle sue principali innovazioni.  Nel 1954 viene selezionata per Eight Painters, Two Sculptors alla Hampton Gallery and Workshop, Amagansett (New York), la sua prima mostra di sole donne. Nel 1955 segue una sua personale  nella prestigiosa Stable Gallery di  Eleanor Ward di New York con un grande successo di critica. Alla morte di Pollock, nel 1956, Krasner si trovava a Parigi, per la prima volta in Europa. Quattro anni prima Pollock aveva avuto lì la sua prima mostra europea alla Galleria di Paul Facchetti. Anche Lee Krasner conosce così Michel Tapié che di quella galleria era consulente artistico. Nel 1961 Tapié la inviterà a Torino all'ICAR – ''International Center of Aesthetic Research", inaugurato l'anno precedente – dopo averla inserita con Painting no. 19 nel suo testo "Morphologie Autre" del 1960. Si deve probabilmente al critico francese la numerazione dei dipinti di quel periodo di Lee Krasner. 

### 1956-1965

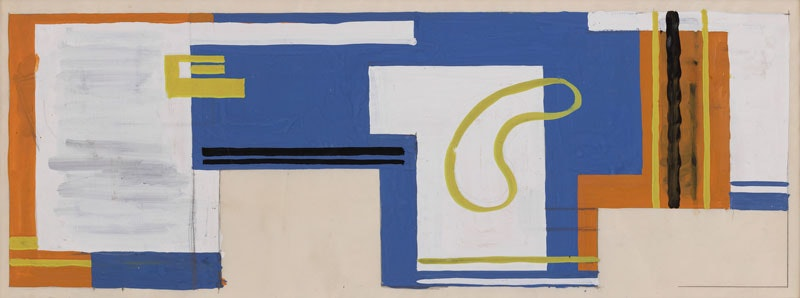
Lee Krasner, Studio murale senza titolo, 1940

Alla morte di Pollock, Krasner, messa a dura prova per tanti anni, sembra riprendere il suo spazio (anche fisicamente lavora nello studio di Pollock a Springs in un ex fienile) e rinascere dalle ceneri, pur continuando a dedicarsi costantemente alla valorizzazione dell'opera del marito di cui era anche unica erede testamentaria. I dipinti di grande formato legati in pieno all'espressionismo astratto vengono poi esposti alla Martha Jackson Gallery nel 1958. D'estate privilegia la residenza di Long Island, d'inverno si ritira a Manhattan. Sempre nel 1958 B. H. Friedman della Uris Brothers le commissiona due monumentali pannelli a mosaico per una nuova sede di Manhattan (2 Broadway) che realizzerà con i vetri di Murano con l'aiuto del nipote Ronald Stein, anch'egli artista. Nel 1959 ottiene un contratto esclusivo con la Howard Wise Gallery. Colpita da un aneurisma cerebrale nel 1962 è costretta a fermarsi per un periodo di convalescenza di circa un anno dopo l'operazione. Ma la sua carriera non avrà più freni. Al 1965 risale la sua prima retrospettiva in Europa alla Whitechapel Gallery di Londra curata dal critico Bryan Robertson che fu un trionfo e venne portata in altre numerose città inglesi. Intanto a New York viene presentata alla Marlobourough Gallery ed espone anche all'University of Alabama a Tuscaloosa dove tiene anche dei corsi per artisti in residenza, lì e in numerosi altri campus. 

## Anni Settanta

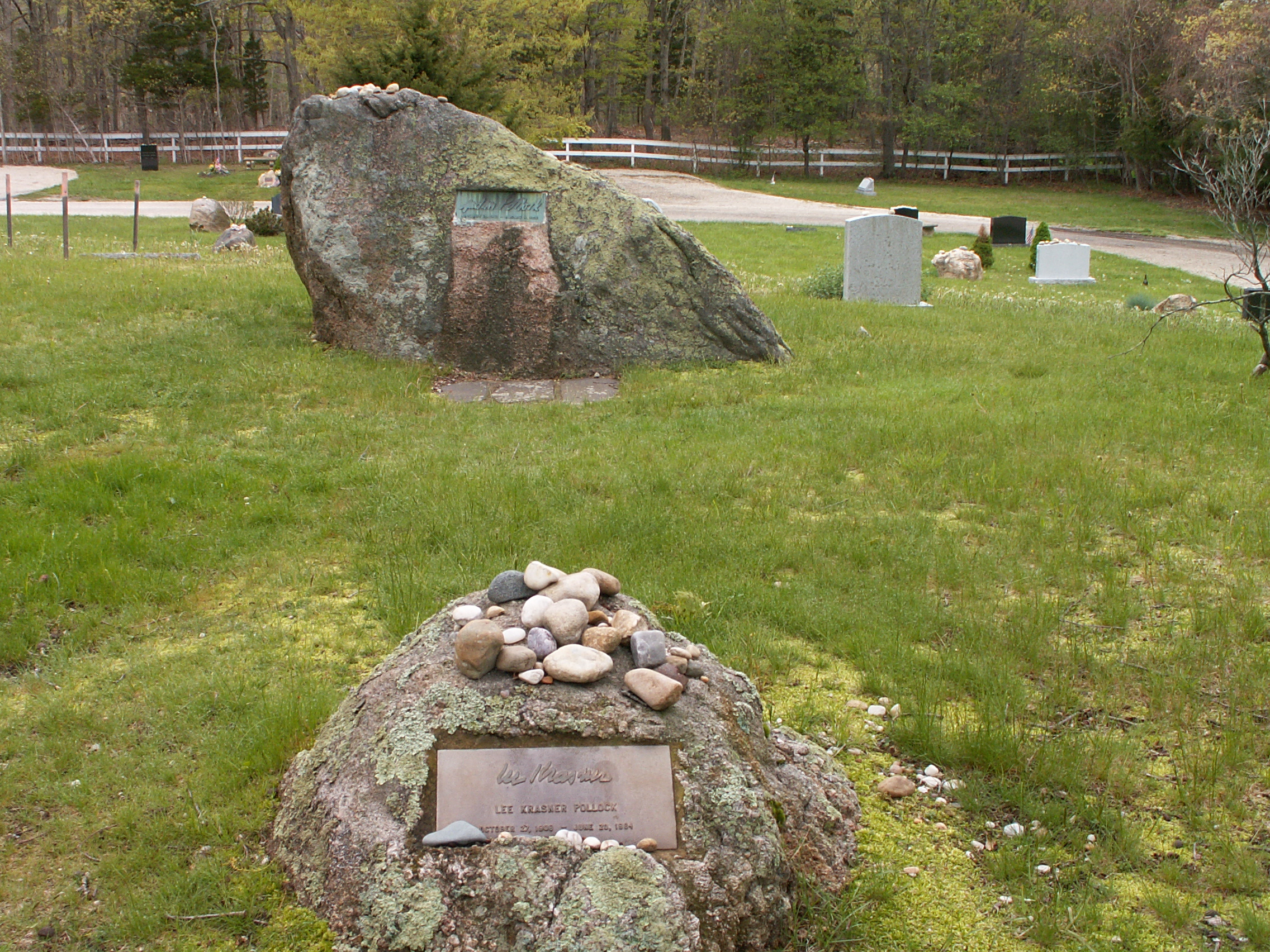
Le tombe di Lee Krasner e Jackson Pollock

È la sola donna donna artista presente nel 1969 in The New American Painting and Sculpture: the First generation organizzata al MoMA da William Rubin e nel 1972 partecipa a un picchetto di protesta di fronte al Moma con il gruppo Women in the Art contro la politica del Museo nei confronti delle artiste. A metà degli anni Settanta le storiche dell'arte e le critiche orientate verso il femminismo come Cindy Nemser, Lucy Lippard, Barbara Rose e Eleanore Munro, rivalutano la sua posizione all'interno dell'arte contemporanea americana. Riprende i piccoli formati, piccole calligrafie che risentono degli influssi giapponesi che Tapié aveva contribuito ad esportare sia in Europa che in America e le espone sia alla Marloborough che alla Reese Palley's  Gallery ad Atlantic City. Ma alla mostra del 1973 al Whitney Museum of American Art a New York – curata da Marcia Tucker - presenta le Large Painters che rappresentano lo sviluppo della sua arte nell'ambito del Color Field e della Op art. Nel 1976 Krasner lascia la Marloborough per la Pace Gallery che allestisce Eleven Ways to Use the Words To See dove Lee Krasner riesuma negli undici collage di grandi dimensioni presenti in mostra i suoi disegni del 1937-40 alla Hofmann School che la confermano anche come master collagist. 

### 1978-1984
Viene inserita da Herbert F. Johnson in Abstract Expressionism: The Formative Years, nel 1978 al Museum della Cornell University e la Pace Gallery nel 1979 ripresenta il suo ciclo Umber-and-White in Lee Krasner Paintings 1959-1962. Nel 1982 Guild Hall la riunisce a Pollock in Krasner/Polloch: A Working Relationship, curata da Barbara Rose a New York City. Nello stesso anno Krasner vola a Parigi per presenziare al vernissage al Centre Pompidou della mostra su Pollock e in quell'occasione riceve il riconoscimento di Cavaliere dell'Ordine delle Arti e delle Lettere conferitole da Jack Lang, ministro della cultura francese che si unisce a numerosi altri riconoscimenti ufficiali di quegli anni. Nel 1983/84 lè è dedicata una retrospettiva sia a Houston al Museum of Fine Arts che a New York, al Moma (che lei aveva visto nascere nel 1929), mostra che continuerà il suo cammino espositivo a San Francisco e a Phoenix, quando Lee Krasner muore dopo lunga malattia al New York Hospital. La sua salma verrà tumulata vicino a quella di Jackson Pollock al Green River Cemetery di Springs dove avevano passato un periodo sereno insieme. A ogni tappa del suo percorso artistico e di vita (Matisse, Picasso, Pollock, l'analisi, gli oggetti fantastici di Mirò, Mondrian...) Lee Krasner ha sempre saputo andare al di là degli spunti che le venivano offerti, riuscendo a farli propri e a filtrare le sue passioni attraverso una personale visione che l'ha resa una delle più grandi interpreti del Novecento.  

## Lee Krasner nella cultura di massa

### Teatro
- Lee Krasner, monologo inserito nella pièce teatrale Les Dames-Femmes Fatales di Vera Giagoni, rappresentato a  La Versiliana Festival, Marina di Pietrasanta, il 22 luglio 2018.[6]

### Cinema
- Nel film Pollock del 2000, diretto da Ed Harris, Lee Krasner è interpretata da Marcia Gay Harden.